# وأد الإناث في باكستان
وأد الإناث في باكستان ممارسة شائعة. وأد الإناث هو القتل المتعمد للأطفال الإناث حديثي الولادة. وأفادت جماعات الإغاثة أنه لم يتم اتخاذ أي خطوات في باكستان لمنع قتل الأطفال، وخاصة بين الفقراء.